# Michal Kempný
Michal Kempný (Hodonín, 8 settembre 1990) è un hockeista su ghiaccio ceco.

## Carriera
Ha debuttato tra i professionisti nella stagione 2007/08 con il club slovacco dell'HK 36 Skalica. Nella stagione seguente è tornato in patria con l'HC Kometa Brno.
Dopo sette stagioni tra i professionisti in Repubblica Ceca, nella stagione 2015/16 è approdato in KHL con l'Avangard Omsk. 
Nella stagione 2016/17 si è trasferito in NHL con i Chicago Blackhawks. Dal 2017/18 milita nei Washington Capitals.
In ambito internazionale, con la rappresentativa ceca, ha preso parte a due edizioni dei campionati mondiali (2016 e 2017).